# Iglesia Antigua (Texas)
Iglesia Antigua es un lugar designado por el censo ubicado en el condado de Cameron en el estado estadounidense de Texas. En el Censo de 2010 tenía una población de 413 habitantes y una densidad poblacional de 73,69 personas por km².

## Geografía
Iglesia Antigua se encuentra ubicado en las coordenadas 26°5′5″N 97°49′56″O / 26.08472, -97.83222. Según la Oficina del Censo de los Estados Unidos, Iglesia Antigua tiene una superficie total de 5.6 km², de la cual 5.38 km² corresponden a tierra firme y (3.97%) 0.22 km² es agua.

## Demografía
Según el censo de 2010, había 413 personas residiendo en Iglesia Antigua. La densidad de población era de 73,69 hab./km². De los 413 habitantes, Iglesia Antigua estaba compuesto por el 16.71% blancos, el 0.24% eran afroamericanos, el 0% eran amerindios, el 0% eran asiáticos, el 0.24% eran isleños del Pacífico, el 81.11% eran de otras razas y el 1.69% pertenecían a dos o más razas. Del total de la población el 94.43% eran hispanos o latinos de cualquier raza.